# Metropolis Part 2: Scenes from a Memory
Pour les articles homonymes, voir Metropolis.
Albums de Dream Theater
Once in a LIVEtime
(1998) Live Scenes from New York
(2001)
Metropolis Part 2: Scenes From a Memory est le cinquième album du groupe de metal progressif Dream Theater. Sorti le 26 octobre 1999, c'est le premier album avec Jordan Rudess (claviers). L'album est la suite de la chanson Metropolis Part 1: The Miracle and The Sleeper, présente sur le deuxième album du groupe, Images and Words.

## Concept

### Personnages

#### Passé
- Victoria
- Le sénateur Edward Baynes, surnommé The Miracle
- Julian Baynes, surnommé The Sleeper

#### Présent
- Nicholas, un homme marié et avec un enfant. Il est la réincarnation de Victoria.
- L'hypnotiseur qui est la réincarnation de Edward Baynes.

### Histoire
Nicholas est hanté par des rêves qui l'empêchent de dormir.
Il va donc voir un hypnotiseur, ce dernier exerçant sur Nicholas la technique de la Régression. À travers cet album, on retrouve le voyage du héros à travers sa vie antérieure. 
Il découvre ainsi qu'il est la réincarnation de Victoria, une jeune fille assassinée des années auparavant au sein d'une lutte entre deux frères amants rivaux : le sénateur Edward Baynes et Julian.
On apprend sur la chanson One Last Time que Victoria aurait, lors d'une dispute, décidé de quitter Julian alors que celui-ci cherchait des excuses à son comportement irresponsable (addiction aux jeux d'après les bruits de machines de casino sur Home et à la drogue).
Effondrée, celle-ci serait partie se consoler dans les bras d'Edward (le frère). Ils auraient couché ensemble (cris assez explicites vers 8 min 00 s sur "Home") et elle serait retournée vers son amour véritable : Julian. Nicholas comprend alors ce qui s'est vraiment passé : Edward, tombé amoureux de Victoria, a tué le jeune couple et étouffé l'affaire en faisant croire à un meurtre-suicide.
Revenu à lui dans le présent, il rentre chez lui. La fin dramatique apparaît alors : l’hypnotiseur conscient de ses vies antérieures est en fait la réincarnation du frère meurtrier. Il attend Nicholas dans la maison de celui-ci et la fin laisse entendre qu'il le tue une seconde fois.